# 恩納分屯基地
座標: 北緯26度28分27秒 東経127度50分09秒 / 北緯26.474223度 東経127.83592度恩納分屯基地（おんなぶんとんきち、JASDF Onna Sub Base）とは、沖縄県国頭郡恩納村字恩名7441に所在し、第19高射隊が配置されている航空自衛隊那覇基地の分屯基地である。1959年に米陸軍がミサイル基地恩納サイトとして建設、沖縄返還協定で自衛隊に移管され、1973年に航空自衛隊恩納分屯基地として開庁した。分屯基地司令は、第19高射隊長が兼務。

## 所在部隊

### 南西航空方面隊隷下部隊
- （南西高射群）
  - 第19高射隊

## 沿革

### 米陸軍 恩納サイト
- 1959年（昭和34年）アメリカ陸軍がナイキミサイル基地として建設[1]。
- 1972年（昭和47年）5月15日：沖縄返還。
- 1973年（昭和48年）
  - 2月15日：高射訓練隊（恩納訓練隊）編成、アメリカ陸軍第30防空砲兵旅団(30th Air Defense Artillery Brigade)より移管作業。
  - 5月14日：恩納の主施設管理権移管。
  - 10月16日：南西航空混成団編合及び第5高射群編成に伴い、恩納訓練隊を第19高射隊に改編。

## 有害物質の検出
2002年、米軍から引き継いだ旧汚水処理施設からPCBを含む有毒物質が発見された。自衛隊の説明によると、旧汚水処理施設7カ所のうち、5カ所の汚泥からPCBが検出された。
2012年、米海兵隊基地跡地から見つかったものとあわせ、PCB含有汚泥管理のための保管庫の設置等費用として、2010年までの時点で合計で約2億1800万円の費用がかかっていたことが明らかになった。
2013年11月13日、 恩納分屯基地で見つかったPCBを含む汚染物、ドラム缶112本分、およそ22トンが福島県の処理業者に搬出された。分屯地では、他にも米海兵隊恩納通信所の返還後に見つかったドラム缶694本、104トンのPCB含有汚泥がこの基地に移送され管理されていた。